# Embellence Group
Embellence Group är ett svenskt heminredningsföretag, med inriktning på tapeter, tyger, gardiner och mattor. Det grundades 1905 i Borås som Boråstapeter. Det är sedan 2021 noterat på First North på Stockholmsbörsen.
Företaget har försäljning framför allt i Sverige, Norge, Italien och Storbritannien. Produktion i egen regi sker i Borås och Cervia i Italien. År 2020 hade företagsgruppen 201 anställda och en omsättning på 570 miljoner kronor.
Ett av dotterföretagen är brittiska Cole & Son, som grundades 1875 i Islington. Detta förvärvades 2008.